# Baladas en Español
A Baladas en Español című album a svéd Roxette spanyol nyelvű válogatásalbuma, mely 1996. október 21-én jelent meg az EMI kiadásában. A lemezt csak spanyol és portugál nyelvterületeken jelentették meg, mely több országos slágerlistán helyezést ért el. Argentínában, Spanyolországban, Mexikóban, Brazíliában arany és platina helyezést ért el az album, és 2001 óta világszerte 1,2 millió példányt értékesítettek.
Az Un Día Sin Ti és No Sé Si Es Amor című dalok kislemezen is megjelentek, melyeket gyakran játszottak a latin-amerikai és spanyol rádióállomások.

## Sikerek
A Baladas en Español 1996. október 21-én jelent meg a spanyol és portugál nyelvterületeken, azonban az EMI Latin az Egyesült Államokban is megjelentette. Ez volt az utolsó Roxette album, mely az Államokban megjelent. Az "Un Día Sin Ti" az album megjelenése előtt a Billboard listán Top10-es sláger lett. A dal a spanyol és lengyel slágerlistákre is felkerült. A dal videóját Jonas Åkerlund rendezte. 1997 januárjában megjelent az album 2. kimásolt kislemeze a No Sé Si Es Amor mely 6. volt a spanyol kislemezlistán. A "Soy Una Mujer" című dalt promóciós kislemezként jelentették meg Mexikóban 1997 júliusában.
Az album sikeres volt Spanyolországban, több mint 200.000 eladott példányszámmal, mely dupla platina státuszt vonzott maga után. Argentínában és Brazíliában is platina státuszt kapott a 60.000 illetve a 250.000 eladott példányszámok alapján, és arany státuszt Mexikóban a 100.000 példányszám végett. Az albumból 2001 óta 1,2 millió példányt adtak el  világszerte, az Egyesült Államokban pedig alig több mint 13.000 példány talált gazdára.

## Számlista
Az összes dalszöveg szerzője Szöveg: Per Gessle; spanyol fordítás: Luis G. Escolar; az összes szám szerzője Minden dalt Gessle írt, kivéve az 1, 7, 11 és 12 számokat, melyeket Gessle és Mats MP Persson írtak.; A 8 dalt Marie Fredriksson írta..
| 1.    | Un Día Sin Ti ("Spending My Time")                               | "A Day Without You"             | 4:38 |
| 2.    | Crash! Boom! Bang!                                               |                                 | 4:26 |
| 3.    | Directamente a Ti ("Run to You")                                 | "Straight to You"               | 3:30 |
| 4.    | No Sé Si Es Amor ("It Must Have Been Love")                      | "I Do Not Know If This Is Love" | 4:41 |
| 5.    | Cuánto Lo Siento ("I'm Sorry")                                   | "How Sorry I Am!"               | 3:13 |
| 6.    | Tímida ("Vulnerable")                                            | "Timid"                         | 4:44 |
| 7.    | Habla el Corazón ("Listen to Your Heart")                        | "Speak the Heart"               | 5:09 |
| 8.    | Como la Lluvia en el Cristal ("Watercolours in the Rain")        | "Like the Rain on the Glass"    | 3:42 |
| 9.    | Soy una Mujer ("Fading Like a Flower (Every Time You Leave Me)") | "I'm a Woman"                   | 3:45 |
| 10.   | Quiero Ser Como Tú ("I Don't Want to Get Hurt")                  | "I Want to Be Like You"         | 4:16 |
| 11.   | Una Reina Va Detrás de un Rey ("Queen of Rain")                  | "A Queen Goes After a King"     | 4:51 |
| 12.   | El Día del Amor ("Perfect Day")                                  | "The Day of Love"               | 3:55 |
| 51:50 |                                                                  |                                 |      |

## Slágerlista
| Slágerlista (1996–97)      | Legjobb helyezés |
| -------------------------- | ---------------- |
| Argentína (CAPIF)          | 6                |
| Portugália (AFP)           | 6                |
| Spanyolország (PROMUSICAE) | 8                |

## Minősítések
| Ország                                | Minősítés  | Eladások  |
| ------------------------------------- | ---------- | --------- |
| Argentína CAPIF                       | platina    | 60.000    |
| Spanyolország (PROMUSICAE)            | 2x platina | 50.000    |
| Mexikó (AMPROFON)                     | arany      | 100.000   |
| Brazília (Pro-Música Brasil)          | platina    | 250.000   |
| Amerikai Egyesült Államok (Billboard) |            | 13.000    |
| Világszerte                           |            | 1.200.000 |